# Обзор саг о норвежских конунгах
«Обзо́р саг о норве́жских ко́нунгах» (др.-сканд. Ágrip af Nóregskonungasögum) — синопсис истории норвежских конунгов, записанный неизвестным норвежским автором приблизительно в 1190 году, то есть в годы правления конунга Сверрира. Сохранившийся текст начинается со смерти Хальвдана Чёрного и заканчивается на Инге Горбатом. Оригинал вероятно охватывал больший период, возможно, вплоть до Сверрира Сигурдссона. Существует мнение, что это произведение было написано по заказу Сверрира как прелюдия к истории его правления
Текст сохранился лишь в одной исландской рукописи первой половины XIII века под номером AM 325 II 4to. Сохранившаяся рукопись написана на пергаменте и содержит четыре дести, пятая десть была утеряна. Также отсутствует начальный лист, поэтому даже если оригинал и имел когда-то другое название, оно осталось неизвестным. Применяемое здесь название было впервые использовано в издании 1835 года.
«Обзор саг о норвежских конунгах» часто сравнивают с двумя другими похожими работами, посвященными тому же периоду, — Historia Norwegiæ и трудом норвежского монаха-бенедиктинца Теодорика (др.-сканд. Þórir munkr).
«Обзор» стал первым, записанным на родном для норвежцев языке, и первым из королевских саг, цитирующим поэзию скальдов. В тексте истории о конунгах изложены кратко и со значительно меньшими деталями, чем эти истории описаны в более поздних королевских сагах, таких как Красивая кожа или Круг земной. Значительно больше в «Обзоре» уделяется внимание событиям и местам в Трёнделаге и городу Нидарос (современный Тронхейм). Это обстоятельство в совокупности с лингвистическими особенностями текста позволило утверждать, что текст был написан норвежским клириком в Нидаросе на древненорвежском языке.
«Обзор» был переведен на датский (1834), латынь (1835), немецкий (1929), норвежский (nynorsk) (1936) и английский (1995) языки.